# Маріам Мамадашвілі
Маріам Мамадашвілі (груз. მარიამ მამადაშვილი; нар.. 16 листопада 2005 року, Тбілісі, Грузія) — грузинська співачка, переможниця «Дитячого Євробачення» 2016 року з піснею «Мзео» («Сонечко»).

## Біографія
Маріам народилася 2005 року в Тбілісі. Співає на сцені з 4 років. У Грузії займалася в «студії Бзікебі» й навчалася (по класу фортепіано) у Тбіліській державній музичній школі імені Євгена Мікеладзе. Неодноразово брала участь у різних конкурсах і телевізійних шоу, ставала лауреаткою. Також її обирали для виконання гімну країни на святкуваннях Дня Незалежності. Грала в мюзиклах і виставах; зокрема, у 2014 році виконувала роль принцеси у виставі «Анна і я», поставленому Тбіліським «Театром на Атонелі». З 2015 року живе в США й вивчає вокалу, танці й акторську майстерністьув Broadway Method Academy (Коннектикут).

## «Дитяче Євробачення»— 2016
На початку жовтня 2016 року Маріам виграла організований Громадським телебаченням Грузії конкурс на участь у «Дитячому Євробаченні», яке відбулося у Валенсії (Мальта) 20 листопада. Конкурсну пісню «Мзео» («Сонечко») Маріам написала разом з композитором Георгієм Кухіанідзе.
На «Дитячому Євробаченні» Маріам Мамадашвілі отримала 239 очок і перемогла, обійшовши на сім очок Мері Варданян і Анаїт Адамян з Вірменії.

## Примітка
1. ↑  Mariam Mamadashvili - Junior Eurovision Song Contest — Minsk 2018. Евровидение. Архів оригіналу за 20 грудня 2021. Процитовано 12 травня 2021.
2. 1 2  Грузия победила на детском "Евровидении-2016". HELLO! Russia. 21 листопада 2016. Архів оригіналу за 12 травня 2021. Процитовано 12 травня 2021.
3. 1 2  Детское «Евровидение» выиграла грузинская певица. МИР24. 23 квітня 2016. Архів оригіналу за 12 травня 2021. Процитовано 12 травня 2021.
4. ↑  Грузинская певица Мариам Мамадашвили выиграла детское "Евровидение-2016". ТАСС. 20 листопада 2016. Архів оригіналу за 12 травня 2021. Процитовано 28 січня 2018.
5. 1 2  На "Детском Евровидении 2016" Грузию представит Мариам Мамадашвили. Spuntik Georgia. 10 жовтня 2016. Архів оригіналу за 12 травня 2021. Процитовано 12 травня 2021.
6. ↑  Грузия в третий раз победила на детском "Евровидении". Interfax. 20 листопада 2016. Архів оригіналу за 12 травня 2021. Процитовано 12 травня 2021.